# Bailleul-la-Vallée
Bailleul-la-Vallée – miejscowość i gmina we Francji, w regionie Normandia, w departamencie Eure.
Według danych na rok 1990 gminę zamieszkiwało 119 osób, a gęstość zaludnienia wynosiła 25 osób/km² (wśród 1421 gmin Górnej Normandii Bailleul-la-Vallée plasuje się na 779. miejscu pod względem liczby ludności, natomiast pod względem powierzchni na miejscu 706.).